# باب الفرج (مسلسل)

باب الفرج مسلسل كويتي كوميدي عرض في رمضان 2011.

## قصة المسلسل
تدرو أحداث المسلسل في إطار كوميدي حول ثلاث أشقاء هما (فرح وفرج وأمل) يعيشن في فقر وقهر طوال حياتهن وإذا بهن تهبط عليهن ثروة من السماء مما يجعل حياتهن تنقلب رأسا على عقب وتحدث لهن مفاجأت عديدة.

## طاقم العمل
- علي جمعة
- إلهام الفضالة
- ليلى عبد الله
- فاطمة العبد الله
- إبراهيم بوطيبان
- شيماء علي
- إبراهيم الصلال
- سوسن الهارون
- محمد العجيمي
- منى البلوشي
- عادل الزاهد
- نادية كرم
- مها سالم
- نواف الشمري
- جاسم الجاسم
- ناصر عباس

## وصلات خارجية
- إعلان المسلسل على قاعدة بيانات السينما العربية